# Tinissa
Tinissa is een geslacht van vlinders van de familie echte motten (Tineidae).

## Soorten
- T. albipuncta Robinson, 1976
- T. amboinensis Robinson, 1976
- T. araucariae Robinson, 1976
- T. bakeri Robinson, 1976
- T. baliomicta Meyrick, 1928
- T. cinerascens Meyrick, 1910
- T. classeyi Robinson, 1981
- T. convoluta Robinson, 1976
- T. cultellata (Gozmany & Vari, 1973)
- T. chalcites Robinson, 1976
- T. chaotica Robinson, 1976
- T. distracta Meyrick, 1916
- T. dohertyi Robinson, 1976
- T. errantia Robinson, 1976
- T. eumetrota Meyrick, 1926
- T. goliath Robinson, 1976
- T. indica Robinson, 1976
- T. insignis Zagulajev, 1972
- T. insularia Robinson, 1976
- T. kidukaroka Robinson, 1976
- T. krakatoa Robinson, 1976

- T. palmodes Meyrick, 1917
- T. parallela Robinson, 1976
- T. philippinensis Robinson, 1976
- T. phrictodes Meyrick, 1910
- T. poliophasma Bradley, 1965
- T. polysema Zagulajev, 1972
- T. polystacta (Meyrick, 1918)
- T. rigida Meyrick, 1910
- T. ruwenzorica Gozmány, 1966
- T. spaniastra Meyrick, 1932
- T. torvella Walker, 1864
- T. transversella (Walker, 1864)
- T. yaloma Robinson, 1981